# 5 de febrero
El 5 de febrero es el 36.º (trigésimo sexto) día del año en el calendario gregoriano. Quedan 329 días para finalizar el año y 330 en los años bisiestos.

## Acontecimientos
- 62: en la actual Italia, la ciudad de Pompeya, a los pies del volcán Vesubio, es dañada por un fuerte terremoto. Temiendo una erupción del volcán, gran parte de sus habitantes se ven obligados a dejar sus hogares en una huida provocada por el pánico. (17 años después, una erupción sepultará Pompeya con todos sus habitantes).[1]
- 756: en China, An Lushan, líder de una revuelta contra la dinastía Tang, se declara emperador y establece una dinastía propia (que terminará 7 años después).
- 1146: en España, se produce la batalla de al-Ludjdj.
- 1323: en España, el Hospital de la Herredada otorga a la aldea Vega de Doña Olimpa la Carta foral.
- 1505: se imprime en Granada, España, el diccionario árabe-castellano de Pedro de Alcalá, tratándose del primer libro impreso con caracteres árabes y que ha permitido conocer con precisión el dialecto andalusí.
- 1556: en España, el rey Carlos I de España firma con el rey francés Enrique II la Tregua de Vaucelles.
- 1576: en Tours (Francia), Enrique de Navarra abjura del catolicismo y se une a las fuerzas protestantes en las Guerras de religión de Francia.
- 1592: en Colombia, se funda Fusagasugá (Cundinamarca).
- 1597: en Japón, en la colina Nishizaka de Nagasaki, el Gobierno crucifica al jesuita Pablo Miki y a otros 25 religiosos y laicos japoneses y extranjeros conocidos como los 26 mártires de Japón, siendo la primera crucifixión colectiva en 15 siglos.
- 1597: en el estado de Nuevo León (México) España funda la aldea de San Nicolás de los Garza.
- 1631: en los Estados Unidos, Roger Williams emigra a Boston.
- 1764: la Santa Sede condena el libro Justini Febronii juris consulti de Stata Ecclesiæ et legitima potestate Romani Pontificis líber singularis ad reuniendos dissidentes in religione christianos compositus "Sobre el Estado de la Iglesia y el poder legítimo del romano pontífice" (Bullioni apud Guillelmum Evrardi, 1763) de Julius Febronius (seudónimo de Johann Nikolaus von Hontheim), fundador del febronianismo.
- 1778: Carolina del Sur se convierte en el segundo estado que ratifica los Artículos de la Confederación.
- 1782: en el mar Mediterráneo, fuerzas franco-españolas derrotan a los británicos y toman Menorca.
- 1783: en Calabria (Italia) a las 12:00 del mediodía un terremoto de una intensidad estimada de 7,0 grados en la escala de Richter destruye unos 180 pueblos en Calabria y Sicilia, causando la muerte de unas 25 000 personas. En los próximos 50 días habrá cuatro terremotos intensos (6 y 7 de febrero, y 1 y 28 de marzo) que cobrarán 25 000 vidas más.
- 1810: tras apoderarse de Jaén, Córdoba, Sevilla y Granada, las tropas napoleónicas entran en Málaga al mando del general Sebastiani.
- 1815: fundación por Real Orden de Fernando VII de la Real Sociedad Económica Extremeña de Amigos del País de Badajoz.
- 1818: en Suecia sube al trono el mariscal napoleónico Jean Baptiste Bernadotte con el nombre de Carlos XIV.
- 1819: tratado entre Chile y Argentina para colaborar en la independencia del Perú.
- 1824: en las costas de Lima (Perú) comienza el sitio contra el bastión realista de El Callao.
- 1825: en la costa alemana del mar del Norte mueren ahogadas unas 800 personas debido a una marejada ciclónica.[2]
- 1852: en San Petersburgo (Rusia) se inaugura el Museo del Hermitage.
- 1852: en Nicaragua, el director del Estado, Fulgencio Vega, que desempeña interinamente el cargo, decreta el traslado del gobierno desde la ciudad de Granada a la ciudad de Managua elevando a esta última al rango de capital de la nación, traslado que se hará efectivo cuatro días después.
- 1857: en México se promulga de la Constitución Federal de los Estados Unidos Mexicanos.
- 1864: Dinamarca se rinde en la guerra contra Prusia y Austria.
- 1876: tuvo lugar la Acción de Abadiano, última gran batalla con victoria alfonsina antes del fin de la Tercera Guerra Carlista.
- 1876: el capitán general José Malcampo y Monge sale con la flota de Manila (Filipinas) hacia la isla de Joló, para acabar con su independencia y con su foco de piratería.
- 1877: en Madrid, con la colocación de la primera piedra de la Cárcel Modelo se inicia la reforma penal en España.
- 1877: en Chile se firma la ley que habilita a las mujeres a obtener grados universitarios.
- 1878: el Imperio otomano y Rusia firman un armisticio.
- 1885: el Estado Libre del Congo se convierte en posesión personal de Leopoldo II, rey de Bélgica. Comienza el genocidio congoleño (1885-1908), en el que los belgas asesinarán y torturarán a entre 10 y 15 millones de hombres, mujeres y niños del Congo.
- 1887: en Milán (Italia), se estrena la opera Otello de Giuseppe Verdi.
- 1888: en Zalamea la Real (provincia de Huelva, España) se produce un enfrentamiento entre manifestantes anarquistas y la Guardia Civil con el balance de más de veinte muertos.
- 1902: en Francia, la jornada de trabajo de los mineros se fija en nueve horas.
- 1902: en España se emplean tropas para cobrar las contribuciones.
- 1902: en Londres se funda el primer club de fanes, en honor del director teatral Lewis Waller.
- 1903: en España, doce mil barcelonesas firman un peticionario, dirigido al alcalde de su ciudad, para que emprenda una campaña contra la blasfemia.
- 1905: en México se inaugura el Hospital General de México iniciado con cuatro especialidades básicas.
- 1907: en Madrid se registran temperaturas de −13 °C durante la ola de frío.
- 1909: en los Estados Unidos, el belga Leo Baekeland (ganador del Premio Nobel) anuncia la creación de un plástico barato y no inflamable, que denominó baquelita.
- 1912: en España se bota el acorazado España, primero de los barcos de guerra construidos tras la destrucción de la Marina española en las guerras de Cuba y Filipinas.
- 1915: en México, Pancho Villa asume plenos poderes militares y civiles.
- 1916: se celebra por primera vez el cabaret internacional creado por el movimiento dadaísta.
- 1917: en la ciudad de Querétaro (México) el Congreso Constituyente promulga la Constitución Política de los Estados Unidos Mexicanos, que nombra al general Venustiano Carranza como primer presidente constitucional del país.
- 1918: se estrena en Madrid la zarzuela El niño judío, con letra de Antonio Paso y Enrique García Álvarez y música de Pablo Luna.
- 1919: Tras el despido de ocho trabajadores, el personal de la compañía Barcelona Traction (conocida como la Canadiense) se declara en huelga. La Huelga de la Canadiense acabaría paralizando la ciudad y la industria de Barcelona durante 44 días, siendo uno de los mayores éxitos del movimiento obrero español y de la Confederación Nacional del Trabajo.
- 1919: en los Estados Unidos, David W. Griffith, Charles Chaplin, Douglas Fairbanks y Mary Pickford, forman United Artists.
- 1920: en el Teatro Nacional de la Ópera de París se estrena El canto del ruiseñor, de Ígor Stravinski.
- 1923: en Italia, Benito Mussolini ordena la detención de centenares de militantes socialistas.
- 1923: en el Sarre (Alemania) se celebra una huelga general provocada por el recorte de salarios.
- 1927: la Conferencia de los Embajadores en París acepta que Alemania fortifique sus fronteras del sur y este, siempre que su desarme sea efectivo.
- 1929: se descubre en Barcelona una necrópolis ibérica en Montjuich.
- 1930: en México se perpetra un atentado contra el presidente Pascual Ortiz Rubio.
- 1931: se concede el Premio Nacional de Literatura a Mauricio Bacarisse.
- 1933: en las Indias Orientales Neerlandesas, marineros amotinados secuestran el acorazado De Zeven Provinciën.
- 1936: se constituye una compañía para explotar la pizarra bituminosa en la serranía de Ronda (Málaga).
- 1936: en los Estados Unidos se estrena la película Tiempos modernos, de Charles Chaplin.
- 1938: en Zacatepec de Hidalgo (México) el general Lázaro Cárdenas del Río (presidente de la República) inaugura el ingenio Emiliano Zapata.
- 1939: el presidente de la Generalidad, Lluis Companys, y el presidente de la gobierno autónomo vasco, José Antonio Aguirre, cruzan la frontera francesa en dirección al exilio.
- 1940: en la India, Mahatma Gandhi se reúne con el virrey británico.
- 1943: en Nueva York, el boxeador Jake LaMotta consigue vencer a los puntos a Sugar Ray Robinson.
- 1946: en la Ciudad de México es inaugurada la Monumental Plaza de toros México, proyecto del empresario yucateco de origen libanés Neguib Simón.
- 1947: en Polonia el Parlamento elige presidente de la República a Bolesław Bierut quien, hasta entonces, había desempeñado el cargo de forma provisional.
- 1947: en el Teatro Poliorama de Barcelona actúan Lola Flores y Manolo Caracol.
- 1948: se reabre la frontera franco-española.
- 1949: en Irán, se disuelve el Partido Tudeh, de orientación comunista.
- 1949: Alberto Larraguibel y su caballo Huaso baten el récord mundial de salto alto a caballo, superando los 2,47 metros.
- 1953: en México, un violento terremoto deja seriamente afectada la región meridional del país: Tila, Yajalón y Chilón.
- 1954: el Viet Minh cerca Dien Bien Phu.
- 1955: cae el gobierno francés de Pierre Mendès France debido a la situación en el norte de África.
- 1955: en un barco en el Mediterráneo se produce el primer encuentro de Josip Broz, Tito, y Gamal Abdel Nasser.
- 1958: en Egipto, Gamal Abdel Nasser es nombrado el primer presidente de la recién creada República Árabe Unida.
- 1958: frente a la desembocadura del río Savannah (estado de Georgia), durante un ejercicio de práctica a las 2:00 de la mañana, un bombardero B-47 que cargaba con una bomba de hidrógeno Mark 15 de 3500 kg rozó en el aire a un avión de combate F-86. Para proteger a la tripulación de una posible explosión, la bomba nuclear fue tirada a las superficiales aguas ―donde creían que se podría recuperar fácilmente― a pocos kilómetros de la localidad de Tybee Island (Estados Unidos). Nunca se logró recuperar.
- 1960: en Meyrin, cerca de Ginebra, se inaugura el mayor acelerador de partículas mundial, un sincrotrón de 25 GeV de potencia, construido por el CERN.
- 1964: en Cuba, Fidel Castro corta el suministro de agua potable de la base estadounidense en Guantánamo (Cuba). La víspera, cuatro barcos de pesca cubanos habían sido apresados por Estados Unidos.
- 1965: en los Estados Unidos, Martin Luther King es liberado cuatro días después de su arresto en Selma (Alabama) junto con quinientos manifestantes antisegregacionistas.
- 1966: Estados Unidos confirma la venta de carros de combate del tipo Patton a Israel.
- 1966: en las violentas manifestaciones antiestadounidense celebradas frente a la Embajada de Estados Unidos en Madrid, los manifestantes piden la evacuación de las bases militares en España.
- 1969: en la cueva de Altamira (España) se aplica un nuevo sistema protector a las pinturas prehistóricas, que estaban degradándose a causa de la luz artificial.
- 1970: en La Haya, la Corte Internacional de Justicia rechaza la demanda del Gobierno belga contra el español en el litigio que mantienen sobre el asunto de la empresa Barcelona Traction, Light and Power Company.
- 1971: los astronautas estadounidenses Alan Bartlett Shepard y Edgar D. Mitchell se posan en la Luna con el módulo de descenso Antares y recorren andando el cráter Fra Mauro. Fue la sexta misión tripulada hacia la Luna y la tercera en alunizar.
- 1971: en Guipúzcoa (España) se levanta el estado de excepción.
- 1972: en Vitoria, 3500 trabajadores en huelga provocan el cierre de la fábrica de neumáticos Michelin.
- 1972: en España, el diario Madrid anuncia la venta de su patrimonio.
- 1972: en Colombia, el programa de televisión Sábados Felices emite su primer capítulo al aire bajo el nombre Campeones de la risa.
- 1975: en Lima (Perú) la huelga de la policía resulta en saqueos y desórdenes en varias áreas de la ciudad (Limazo).
- 1978: en Costa Rica, Rodrigo Carazo Odio, candidato de una coalición derechista, vence en las elecciones presidenciales.
- 1979: regresa a Teherán el estadista y jefe de la comunidad chií iraní Ruhollah Jomeini.
- 1980: en Grenoble, el físico alemán Klaus von Klitzing descubre el llamado efecto Hall.
- 1982: en Vizcaya (España), la banda terrorista ETA libera al empresario vasco José Lipperheide, tras recibir 20 millones de pesetas de rescate.
- 1984: en España, el duque Alfonso de Borbón y Dampierre sufre un grave accidente automovilístico, en el que perece su hijo mayor, Francisco.
- 1985: en Cádiz (España), el gobernador civil abre la verja de Gibraltar para el tránsito de personas, vehículos y mercancías, en aplicación del acuerdo firmado por España y Reino Unido en noviembre de 1984.
- 1985: se descubre una presunta evasión de capitales que afecta a la alta sociedad y cuyo cerebro sería el diplomático Francisco Javier Palazón.
- 1987: la Unión Soviética lanza la astronave Soyuz TM-2 con dos cosmonautas a bordo, cuyo objetivo es poner en marcha una estación espacial permanente.
- 1988: el Tribunal Supremo soviético reivindica la memoria de Nikolái Bujarin y Alekséi Rýkov, ejecutados por orden de Stalin en 1938.
- 1990: en Galicia, Manuel Fraga Iribarne jura su cargo como nuevo presidente de la Junta de Galicia.
- 1990: los resultados de las elecciones presidenciales de Costa Rica dan como ganador al socialcristiano Rafael Ángel Calderón Fournier.
- 1991: en Colombia se instala la Asamblea Nacional Constituyente, estamento cuyo objetivo era dar forma a la Constitución política de Colombia.
- 1994: en el mercado central de Sarajevo sucede un ataque serbio; mueren 69 civiles y resultan heridos 197.
- 1997: en Nueva York, las firmas bursátiles Morgan Stanley Group y Dean Witter Reynolds anuncian su fusión, creándose así la sociedad bursátil Morgan Stanley con unos fondos de 270 000 millones de dólares.
- 1998: en la nueva zona financiera de Caracas, un incendio destruye la torre Europa, de 14 pisos de altura.
- 1999: Ecuador vive una jornada de protestas generalizadas contra el régimen del presidente Jamil Mahuad.
- 2000: al sur de Grozni (capital de Chechenia), el Ejército ruso perpetra la masacre de Novye Aldi.[3]
- 2001: en España, las compañías eléctricas Endesa e Iberdrola anuncian la ruptura del proceso de fusión, iniciado en el mes de octubre de 2000.
- 2002: el Senado italiano aprueba un decreto ley para permitir el regreso a Italia de los descendientes del último rey del país, Humberto II, que tuvieron vetada su entrada durante 56 años.
- 2002: en Buenos Aires (Argentina), el presidente provisional, Eduardo Duhalde, anuncia elecciones generales para el 14 de septiembre de 2003.
- 2002: el juez Baltasar Garzón decreta la ilicitud de Segi y Askatasuna por tratarse de estructuras que forman parte de la organización terrorista ETA y que realizan «la misma actividad delictiva que sus predecesoras Jarrai y Gestoras Pro Amnistía».
- 2003: en La Haya la Corte Internacional de Justicia ordena a Estados Unidos suspender temporalmente la ejecución de tres presos mexicanos.
- 2004: en Nayaf (Irak), el ayatolá Alí Sistani ―líder de la comunidad chií― sale ileso de un atentado.
- 2004: en Pekín mueren 37 personas al caer de un puente cuando participaban en la tradicional «fiesta de las linternas».
- 2004: cerca de Kabul (Afganistán) aparecen los restos de un avión, en el que viajaban 104 personas, siniestrado durante una fuerte tormenta de nieve.
- 2004: a la costa de Tenerife (Canarias) llega un barco con 227 inmigrantes subsaharianos a bordo.
- 2004: en Japón, nueve japoneses mueren en dos vehículos después de pactar el suicidio por Internet.
- 2006: en Beirut ―en el marco de las protestas por la difusión de caricaturas de Mahoma―, grupos de musulmanes radicales queman el consulado danés. En Europa continúan las protestas.
- 2006: en la cueva de Vilhonneur (oeste de Francia), investigadores franceses hallan unos grabados parietales prehistóricos de 27 000 años de antigüedad.
- 2006: en Suiza, la selección masculina de balonmano de España consigue la medalla de plata en los Campeonatos de Europa tras perder en Zúrich la final contra Francia por 23-31.
- 2007: Se publica «Ruby» como primer sencillo del segundo álbum de la banda Kaiser Chiefs.
- 2008: en Rafah (Gaza), el ejército israelí mata a dos seguidores de Hamás durante una incursión.
- 2008: en México, se estrena la serie de antología y dramática de televisión La Rosa de Guadalupe, producida por Televisa.
- 2014: en Buenos Aires (Argentina), un incendio en un depósito del barrio porteño Barracas, deja 10 muertos; entre ellos bomberos y rescatistas. Incendio de Iron Mountain en Buenos Aires (2014)
- 2020: en Washington D. C. (Estados Unidos), la Cámara de Senadores absuelve al presidente Donald Trump de un juicio político en su contra.[4]
- 2024: en Londres (Reino Unido), el rey Carlos III anuncia públicamente padecer un tipo de cáncer sin especificar, reduciendo al mínimo sus deberes públicos.

## Nacimientos
- 976: Sanjō, emperador japonés (f. 1017).
- 1626: Madame de Sévigné, escritora francesa (f. 1696).
- 1786: Jorge Torino, militar argentino (f. 1851).
- 1788: Robert Peel, político y primer ministro británico entre 1834 y 1835 y entre 1841 y 1846 (f. 1850).
- 1804: Johan Ludvig Runeberg, poeta finlandés (f. 1877).
- 1808: Carl Spitzweg, pintor alemán (f. 1885).
- 1810: Ole Bull, violinista noruego (f. 1880).
- 1837: Dwight L. Moody, evangelista estadounidense (f. 1899).
- 1837: Francisco de Paula Loño y Pérez, militar y político español (f. 1907).
- 1840: John Boyd Dunlop, veterinario e inventor británico (f. 1921).
- 1846: Johann Most, anarquista alemán (f. 1906).
- 1848: Ignacio Carrera Pinto, militar chileno (f. 1882).
- 1848: Joris-Karl Huysmans, escritor francés (f. 1907).
- 1862: Felipe Villanueva, compositor mexicano (f. 1893).
- 1875: Ricardo Viñes, pianista y compositor español (f. 1943).
- 1877: Alfredo Eusebio Gobbi, compositor y cantante argentino (f. 1938).
- 1878: André Citroën, pionero de la industria automovilística e ingeniero francés (f. 1935).
- 1882: Felice Lattuada, compositor italiano (f. 1962).
- 1887: René Cassin, jurista francés, premio nobel de la paz en 1968 (f. 1976).
- 1891: Monta Bell, cineasta estadounidense (f. 1958).
- 1896: Joaquín Meade, historiador mexicano (f. 1971).
- 1897: Eduardo Arias Suárez, escritor y periodista colombiano (f. 1958).
- 1897: Jorge Herrán, arquitecto uruguayo (f. 1969).
- 1900: Adlai Stevenson, político estadounidense (f. 1965).
- 1905: Juan García "El peralvillo", actor y argumentista mexicano (f. 1973).
- 1906: Mariano Cañardo, ciclista español (f. 1987).
- 1906: John Carradine, actor estadounidense (f. 1988).
- 1909: Grażyna Bacewicz, pianista y violinista polaca (f. 1969).
- 1910: Felipe Rosas, futbolista mexicano (f. 1986).
- 1910: Francisco Varallo, futbolista argentino (f. 2010).
- 1911: Jussi Björling, tenor sueco (f. 1960).
- 1913: María Luisa Zea, actriz mexicana (f. 2002).
- 1913: Norma Castillo, actriz argentina (f. 2004).
- 1914: Manolita Saval, actriz y cantante hispano-franco-mexicana (f. 2001).
- 1914: William Burroughs, escritor estadounidense (f. 1997).
- 1914: Alan Lloyd Hodgkin, fisiólogo británico, premio Nobel de Fisiología o Medicina en 1963 (f. 1998).
- 1915: Gabriel Vargas Bernal, historietista mexicano (f. 2010).
- 1915: Robert Hofstadter, físico estadounidense, premio Nobel de Física en 1961 (f. 1990).
- 1915: Carlos Rinaldi, cineasta argentino (f. 1995).
- 1916: Daniel Santos, cantante puertorriqueño (f. 1992).
- 1919: Red Buttons, actor estadounidense (f. 2006).
- 1919: Tim Holt, actor estadounidense (f. 1973).
- 1919: Andreas Papandreu, político griego (f. 1996).
- 1920: Carlos Quintero Arce, eclesiástico y arzobispo mexicano (f. 2016).
- 1921: John Pritchard, director de orquesta británico (f. 1989).
- 1929: Luc Ferrari, compositor francés (f. 2005).
- 1931: Vicente Parra, actor español (f. 1997).
- 1932: Cesare Maldini, futbolista y entrenador italiano (f. 2016).
- 1933: Miguel d’Escoto, diplomático, sacerdote católico y político nicaragüense (f. 2017).
- 1933: Milos Milutinovich, futbolista y entrenador serbio (f. 2003).
- 1934: Hank Aaron, beisbolista estadounidense (f. 2021).
- 1935: Saturnino García, actor español.
- 1936: José Name Terán, abogado y político colombiano (f. 2011).
- 1939: Miguel Boyer, economista y político español (f. 2014).
- 1940: H. R. Giger, artista gráfico y escultor suizo (f. 2014).
- 1942: Fernando Sustaita: cantante, compositor y músico argentino, del dúo Bárbara y Dick (f. 2006).
- 1942: Janine Pommy Vega, poetisa estadounidense de la Generación beat (f. 2010).
- 1943: Nolan Bushnell, diseñador de videojuegos estadounidense.
- 1943: Michael Mann, cineasta estadounidense.
- 1944: Yōsuke Akimoto, seiyū japonés.
- 1944: Al Kooper, músico, productor discográfico y compositor estadounidense.

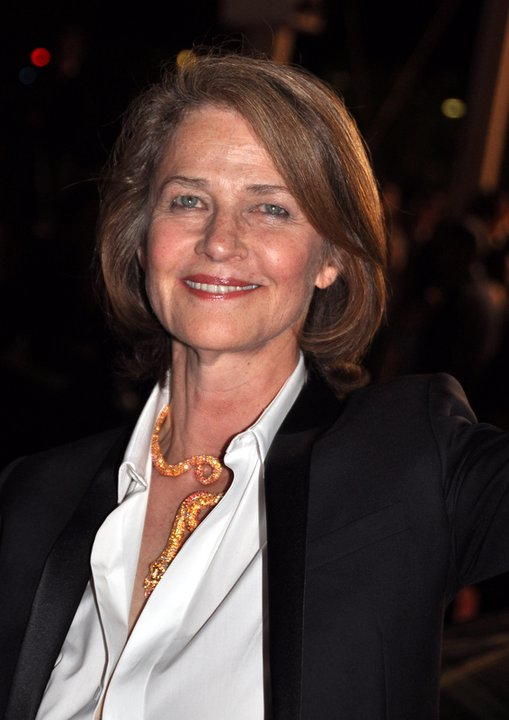
Charlotte Rampling

- 1946: Charlotte Rampling, actriz británica.
- 1947: Darrell Waltrip, piloto estadounidense de automovilismo.
- 1947: Jenny Gröllmann, actriz alemana.
- 1947: Benoît Jacquot, cineasta francés.

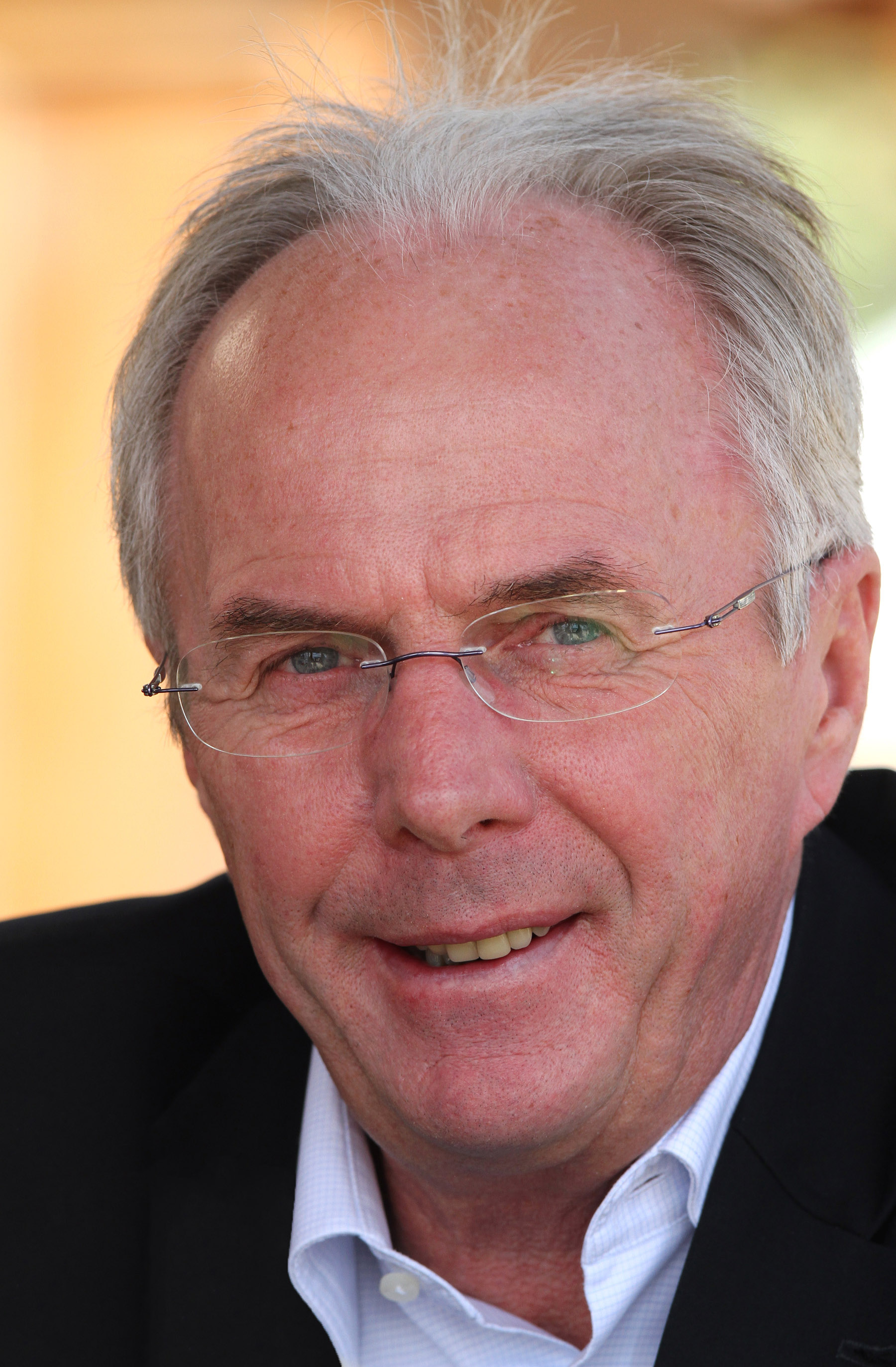
Sven-Göran Eriksson

- 1948: Sven-Göran Eriksson, entrenador sueco de fútbol (f. 2024).
- 1948: Errol Morris, cineasta estadounidense.
- 1948: Christopher Guest, actor estadounidense.
- 1948: Tom Wilkinson, actor británico (f. 2023).
- 1949: Kurt Beck, político alemán.
- 1950: Rafael Puente, futbolista mexicano.
- 1951: Rubén Cano, futbolista hispano-argentino.
- 1951: Ryūsei Nakao, seiyū japonés.
- 1951: Nikolái Merkushkin, político ruso, actual gobernador del Óblast de Samara y presidente de la República de Mordovia.
- 1953: Jorge Briceño Suárez, guerrillero colombiano (f. 2010).
- 1954: Cliff Martínez, compositor estadounidense.
- 1955: Antonio Herrero, periodista español (f. 1998).
- 1956: Héctor Rebaque, piloto mexicano de automovilismo.
- 1957: Julio Ariza, periodista y político español.
- 1958: Stuka, músico argentino, de la banda Los Violadores.
- 1959: Francisco, cantante español.
- 1959: Armando Husillos, futbolista y entrenador argentino.
- 1960: Mario Zaragoza, actor mexicano.
- 1961: Ana Celia Urquidi, productora y directora de televisión mexicana.
- 1962: Jennifer Jason Leigh, actriz estadounidense.
- 1962: Gary, cantante argentino (f. 2001).
- 1963: Steven Shainberg, cineasta estadounidense.
- 1964: Laura Linney, actriz estadounidense.
- 1964: Duff McKagan, músico estadounidense, de la banda Guns N Roses.
- 1965: Gheorghe Hagi, futbolista rumano.
- 1965: Mayumi Shō, seiyū japonesa.
- 1966: José María Olazábal, golfista español.
- 1967: Sergio Galliani, actor peruano.
- 1968: Marcus Grönholm, piloto finlandés de rally.
- 1968: Roberto Alomar, beisbolista puertorriqueño.
- 1969: Bobby Brown, cantante estadounidense.
- 1969: Michael Sheen, actor británico.
- 1969: Hidenobu Kiuchi, seiyū japonés.
- 1972: María Isabel de Dinamarca, Reina Consorte de Dinamarca.
- 1974: Ciro Nieli, caricaturista británico.
- 1974: Jesper Blomqvist, futbolista sueco.
- 1975: Adam Carson, baterista estadounidense, de la banda AFI.
- 1975: Ana Lúcia Menezes, actriz de doblaje brasileña (f. 2021).
- 1975: Giovanni van Bronckhorst, futbolista neerlandés.
- 1976: John Aloisi, futbolista australiano.
- 1976: Abhishek Bachchan, actor indio.
- 1976: Tony Jaa, artista marcial y actor tailandés.
- 1976: Martín Alejandro Scelzo, jugador argentino de rugby.
- 1977: Andrejs Prohorenkovs, futbolista letón (f. 2025).
- 1977: Ivan Đurđević, futbolista y entrenador serbio.
- 1977: Sergio Pachón, futbolista español.
- 1977: Elin Topuzakov, futbolista búlgaro.
- 1977: Pavel Novotný, actor pornográfico checo.
- 1978: Samuel Sánchez, ciclista español.
- 1979: Paulo Gonçalves, piloto de motociclismo portugués (f. 2020).
- 1979: Alex Baresi, actor pornográfico italiano.
- 1979: Ilaria Salvatori, esgrimidora italiana.
- 1979: César Santis, futbolista chileno.
- 1979: Bojan Jamina, futbolista bosnio (f. 2022).
- 1980: Manaf Abushgeer, futbolista saudí.
- 1981: Nora Zehetner, actriz estadounidense.
- 1981: David Mora, torero español.

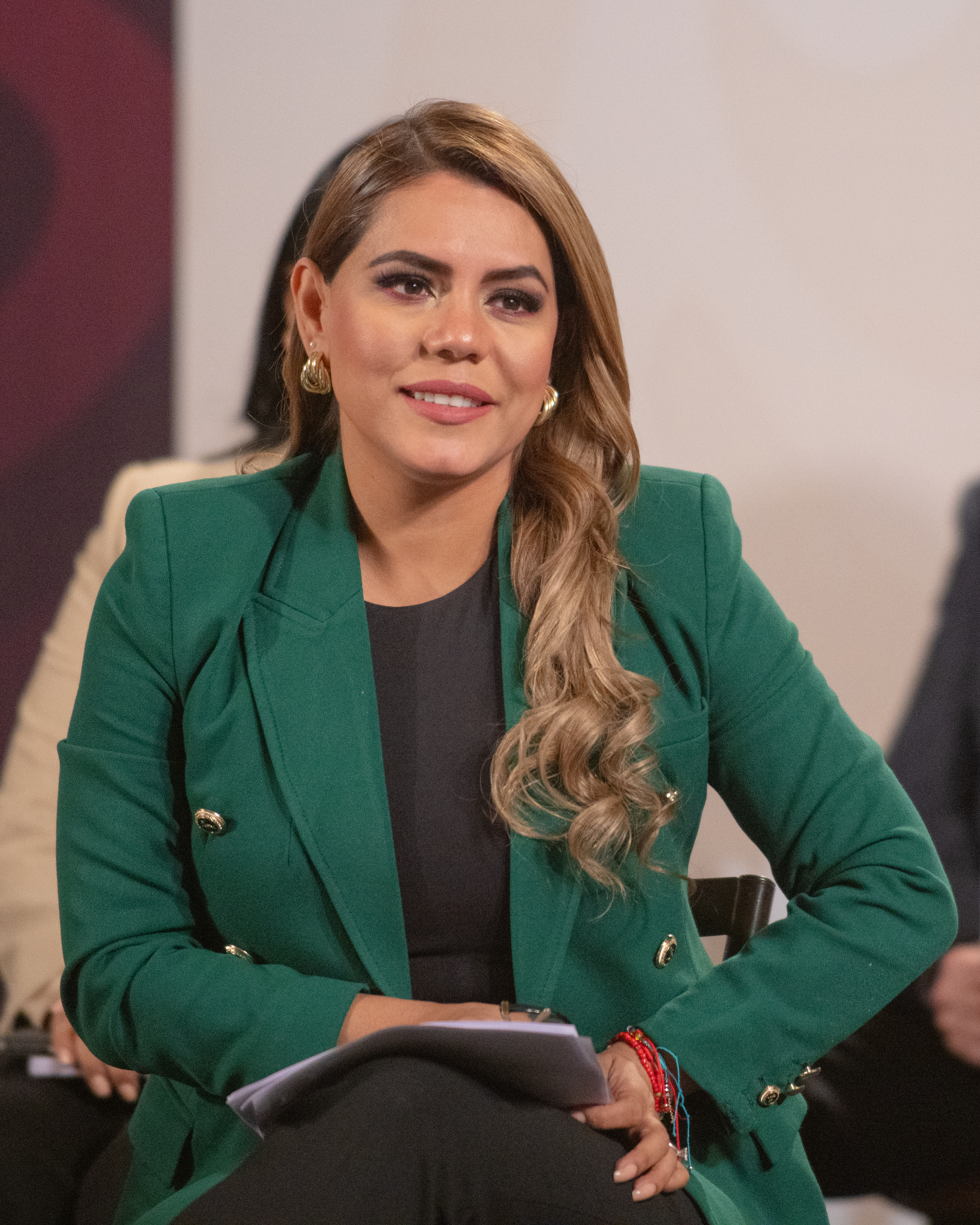
Evelyn Salgado Pineda

- 1982: Rodrigo Palacio, futbolista argentino.
- 1982: Diego Ruiz, atleta español.
- 1982: Evelyn Salgado Pineda, política mexicana.
- 1982: Yū Kobayashi, seiyū japonesa.
- 1983: Mohamed Al-Zeno, futbolista sirio.
- 1983: Sayed Mohamed Adnan, futbolista bareiní.

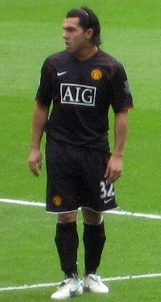
Carlos Tévez

- Carlos Tévez1984: Carlos Tévez, futbolista argentino.

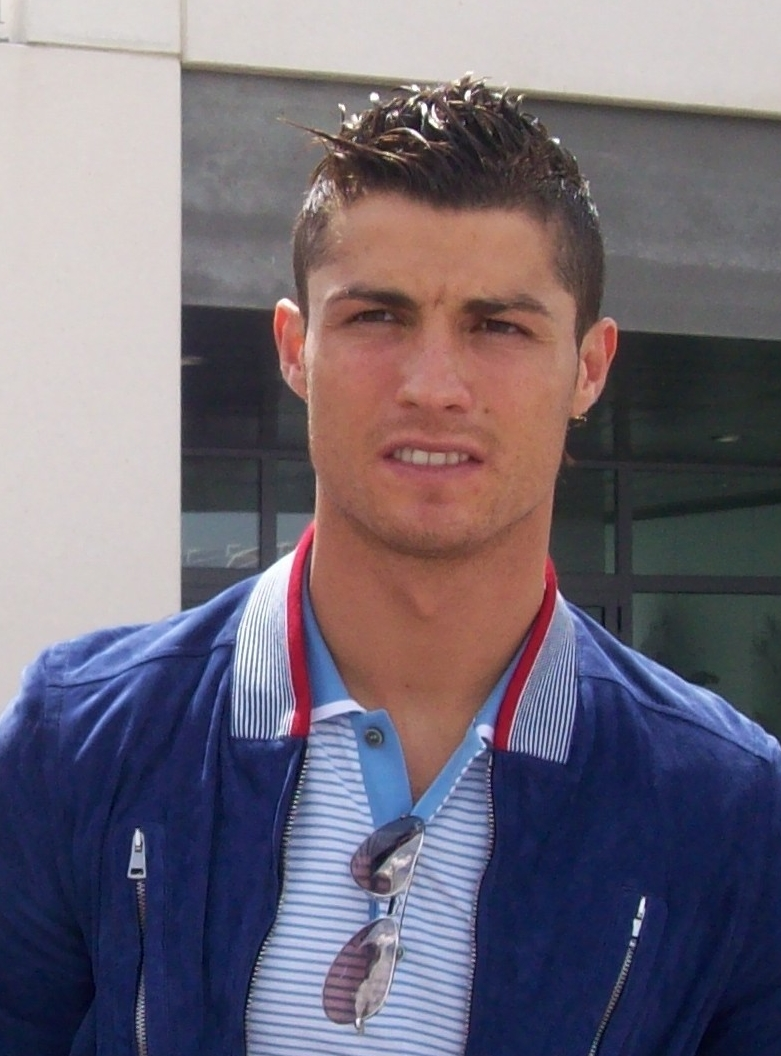
Cristiano Ronaldo

- 1985: Eric O'Flaherty, beisbolista estadounidense.
- 1985: Cristiano Ronaldo, futbolista portugués.
- 1985: Antonio Sánchez Cabeza, futbolista español.
- 1986: Manuel Fernandes, futbolista portugués.
- 1986: Carlos Villanueva Rolland, futbolista chileno.
- 1986: Sebastián Pinto, futbolista chileno.
- 1987: Darren Criss, actor y cantante estadounidense.
- 1987: Henry Golding, actor, presentador y modelo malayo-británico.
- 1988: Jaime Astrain Aguado, futbolista español.
- 1988: Nicola Porcella, personalidad de televisión, actor y exfutbolista peruano.
- 1989: Jeremy Sumpter, actor estadounidense.
- 1990: Lars Gerson, futbolista luxemburgués.
- 1990: Charlbi Dean, actriz y modelo sudafricana (f. 2022).

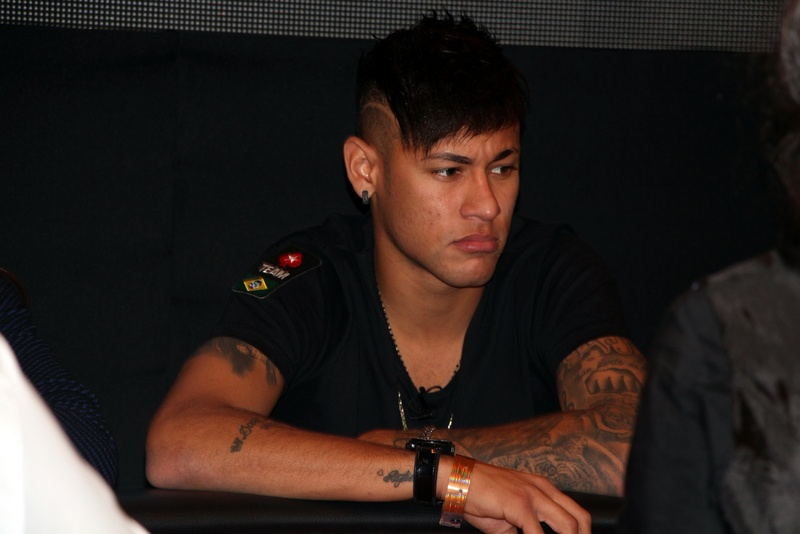
Neymar

- Neymar1991: Johan Arango, futbolista colombiano.
- 1992: Neymar Jr, futbolista brasileño.
- 1992: Stefan de Vrij, futbolista neerlandés.
- 1993: Adam Ondra, escalador checo.
- 1994: Míriam Bonastre Tur, ilustradora y autora de cómic española.
- 1994: Lena Petermann, futbolista alemana.
- 1994: Aparna Brielle, actriz estadounidense.
- 1995: Adnan Januzaj, futbolista belga.
- 1995: Marco Spissu, baloncestista italiano.
- 1996: Giorgos Kyriakopoulos, futbolista griego.
- 1997: Marcy Ávila, actriz, músico y activista LGBT venezolana.
- 1997: Françoise Abanda, tenista canadiense.
- 1997: Takumi Kamijima, futbolista japonés.
- 1997: Senna Miangue, futbolista belga.
- 1998: Daniel Morer Cabrera, futbolista español.
- 1998: Loïc Badiashile, futbolista francés.
- 1998: Rodions Kurucs, baloncestista letón.
- 1999: Towa Yamane, futbolista japonés.
- 1999: Juan Berrocal González, futbolista español.
- 1999: Jaka Bijol, futbolista esloveno.
- 1999: Mariano Gómez, futbolista argentino.
- 1999: Carlos Gutiérrez Estefa, futbolista mexicano.
- 1999: Nyls Korstanje, nadador neerlandés.
- 1999: Allegra Poljak, futbolista serbia.
- 2000: Jordan Nagai, actor de voz estadounidense.
- 2000: Viktor Örlygur Andrason, futbolista islandés.
- 2000: Katarina Zavatska, tenista ucraniana.
- 2000: Esmé Creed-Miles, actriz británica.
- 2000: Walter Cortés, futbolista costarricense.
- 2000: Shirin van Anrooij, ciclista neerlandesa.
- 2000: Chiquinho, futbolista portugués.
- 2000: Matthias Schuldt, gimnasta de trampolín alemán.
- 2000: Esmé Creed-Miles, actriz británica.
- 2000: Abylaijan Zhubanazar, yudoca kazajo.
- 2002: Jisung, integrante del grupo NCT.
- 2002: Taehyun, cantante surcoreano integrante de la boyband TXT.
- 2002: Davis Cleveland, actor estadounidense.
- 2002: Paulina Villarreal, baterista y vocalista mexicana de The Warning.
- 2003: Jakub Kisiel, futbolista polaco.
- 2004: Paula Gallego, actriz española.
- 2005: Mouhamed Faye, baloncestista senegalés.
- 2011: Luna Fulgencio, actriz española.
- 2016: Jigme Namgyel Wangchuck, príncipe butanés.

## Fallecimientos
- 1520: Sten Sture el Joven, regente sueco (n. 1493).
- 1590: Bernardino de Sahagún, fraile franciscano español (n. 1499).
- 1679: Joost van den Vondel, poeta y dramaturgo neerlandés (n. 1587).
- 1807: Pasquale Paoli, patriota y militar corso (n. 1725).
- 1818: Carlos XIII, rey sueco (n. 1748).
- 1825: Pierre Gaveaux, tenor y compositor francés (n. 1761).
- 1858: Álvaro Dávila, aristócrata español (n. 1808).
- 1867: Serafín Estébanez Calderón, escritor español (n. 1799).
- 1881: Thomas Carlyle, historiador, crítico social y ensayista escocés (n. 1795).
- 1882: José Selgas, escritor y periodista español (n. 1822).
- 1888: Anton Mauve, pintor realista neerlandés, primo del pintor Vincent van Gogh (n. 1838).
- 1894: Auguste Vaillant, anarquista francés (n. 1861).
- 1905: Lizardo Montero, militar y político peruano, presidente del Perú entre 1881 y 1883 (n. 1832).
- 1909: Alexandre Saint-Yves d'Alveydre, ocultista y escritor francés (n. 1842).
- 1917: Édouard Drumont, periodista antisemita francés (n. 1844).
- 1926: Gustavo Eberlein, escultor alemán (n. 1847).
- 1926: André Gedalge, compositor y profesor de música francés (n. 1856).
- 1927: Inayat Khan, sufí hindú (n. 1882).
- 1937: Lou Andreas-Salomé, escritora rusa (n. 1861).
- 1940: Eliseo Meifrén y Roig, pintor español (n. 1859).
- 1943: W. S. Van Dyke, director estadounidense (n. 1889).
- 1946: Max González Olaechea, médico y catedrático peruano (n. 1867).
- 1946: George Arliss, actor británico (n. 1868).
- 1953: Iuliu Maniu, político rumano (n. 1873).
- 1959: Gwili Andre, actriz danesa (n. 1908).
- 1959: Curt Sachs, musicólogo alemán (n. 1881).
- 1962: Jacques Ibert, compositor francés (n. 1890).
- 1967: Violeta Parra, cantante chilena (n. 1917).
- 1969: Thelma Ritter, actriz estadounidense (n. 1905).
- 1971: Armando Molero, cantautor, guitarrista y cuatrista venezolano exponente de la música típica del Estado Zulia como vals, bambuco y gaita zuliana (n. 1900).
- 1972: Marianne Moore, escritora y poeta estadounidense (n. 1887).
- 1973: Hernán Figueroa Reyes, cantautor argentino (n. 1936).
- 1984: El Santo (Rodolfo Guzmán Huerta), luchador y actor mexicano (n. 1917).
- 1987: Anxelu, poeta y monologuista español (n. 1899).
- 1990: Sylvia del Villard, actriz, coreógrafa y bailarina portorriqueña (n. 1928).
- 1991: Pedro Arrupe, jesuita español (n. 1907).
- 1991: Dean Jagger, actor estadounidense (n. 1903).
- 1992: Sergio Méndez Arceo, obispo socialista mexicano (n. 1907).

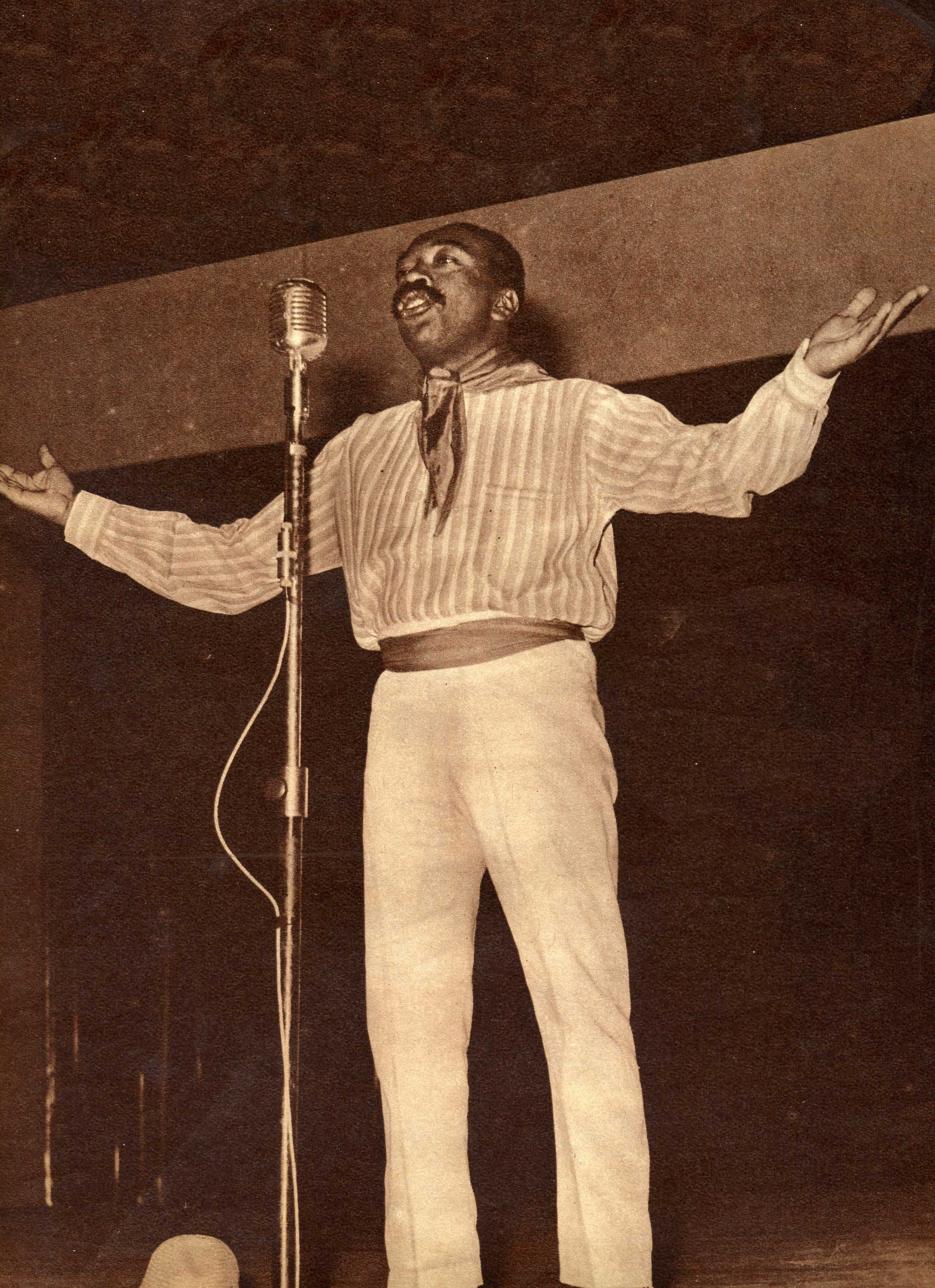
Nicomedes Santa Cruz

- 1992: Nicomedes Santa Cruz, cantautor, periodista y poeta peruano (n. 1925).
- 1993: Joseph L. Mankiewicz, cineasta estadounidense (n. 1909).
- 1994: Tiana Lemnitz, soprano lírica alemana (n. 1897).
- 1996: Antonio Ruiz Soler, bailarín y coreógrafo español (n. 1921).
- 1996: Gianandrea Gavazzeni, director de orquesta italiano (n. 1909).
- 1999: Wassily Leontief, economista estadounidense (n. 1905).
- 2000: Barbara Pentland, compositora canadiense (n. 1912).
- 2000: Göran Tunström, escritor sueco (n. 1937).
- 2003: René Cardona Jr., actor y cineasta mexicano (n. 1939).
- 2003: Álvaro Galmés de Fuentes, filólogo, dialectólogo y arabista español (n. 1924).
- 2004: Nuto Revelli, escritor italiano (n. 1919).
- 2005: Gnassingbé Eyadéma, político togolés, presidente de Togo entre 1967 y 2005 (n. 1937).
- 2010: Harry Schwarz, abogado y político surafricano (n. 1924).
- 2013: Reinaldo Gargano, político y periodista uruguayo (n. 1934).
- 2013: Leda Mileva, escritora, traductora y diplomática búlgara (n. 1920).
- 2013: Juan Gallardo Muñoz, escritor español (n. 1929).
- 2014: Robert Alan Dahl, profesor estadounidense de ciencia política (n. 1915).
- 2015: Val Logsdon Fitch, físico estadounidense, premio nobel de física en 1980 (n. 1923).
- 2020: Kirk Douglas, actor estadounidense (n. 1916).
- 2020: Stanley Cohen, bioquímico estadounidense, premio nobel de medicina en 1986 (n. 1922).
- 2020: José Agustín de la Puente Candamo, historiador, catedrático y abogado peruano (n. 1922).
- 2020: Kevin Conway, actor y director de cine estadounidense (n. 1942).
- 2021: Christopher Plummer, actor canadiense (n. 1929).
- 2022: Fernando Marías, escritor, guionista y editor español (n. 1958).
- 2022: Rubén Fuentes (95), violinista, arreglista, productor discográfico y compositor mexicano (n. 1926).
- 2022: Angélica Gorodischer (93), escritora argentina (n. 1928).
- 2023: Pervez Musharraf, militar y político pakistaní, presidente de Pakistán entre 2001 y 2008 (n. 1943).
- 2023: Tomás Unger, divulgador científico y periodista peruano-polaco (n. 1930).

## Celebraciones
- Día Mundial del Hombre del Tiempo (Meteorólogo).[5][6]
Dedicado a los que informan del pronóstico del tiempo. Se celebra en la fecha de nacimiento en 1744 de John Jeffries, científico, físico y cirujano militar estadounidense, que fue uno de los primeros meteorólogos de la historia.

- Día Mundial de la Nutella.[7][8]

- Día Mundial de la Lectura en Voz Alta (2025).[9]
(se celebra el primer miércoles de febrero). Con la finalidad de destacar la importancia de la lectura en voz alta, visibilizar la alfabetización como un derecho humano y fomentar la creación de comunidades y grupos de lectura. La creación de este día mundial surgió en el año 2010 por iniciativa de la organización internacional Lit World.

 Por países
(Por orden alfabético)
- Argentina: 
  - Día del Trabajador Deportivo.
Se celebra en esta fecha a instancias de la Unión de Trabajadores de Entidades Deportivas y Civiles (UTEDYC), en reconocimiento a su labor en el desarrollo de los deportes.[10]
    -  Tierra del Fuego: Aniversario de la instalación de la base antártica Belgrano II.
Fundación: 5 de febrero de 1979 (46 años).

- Burundi:
  - Día de la Unidad.[11]

- Estados Unidos:
  - Día Nacional del Meteorólogo.
  - Día de la Flor Prímula. También conocidas como primaveras o primaveras de jardín, son plantas que se dan en todo el hemisferio norte.
(en inglés: National Primrose Day).
  - Día de la Mariposa Monarca Occidental.
(en inglés: Western Monarch Day).

- Finlandia:
  - Día de Runeberg. Se celebra en honor al poeta nacional Johan Ludvig Runeberg, que nació un día como hoy en 1804.
(en finés: Runebergin päivä).
(en sueco: Runebergsdagen).

- México: 
  - Día de la Constitución Mexicana.
Aniversario de su promulgación (hace 108 años).

- Pakistán:
  - Día de la Solidaridad en Cachemira.[11]

- San Marino:
  - Día de la Liberación.[11]

### Santoral católico

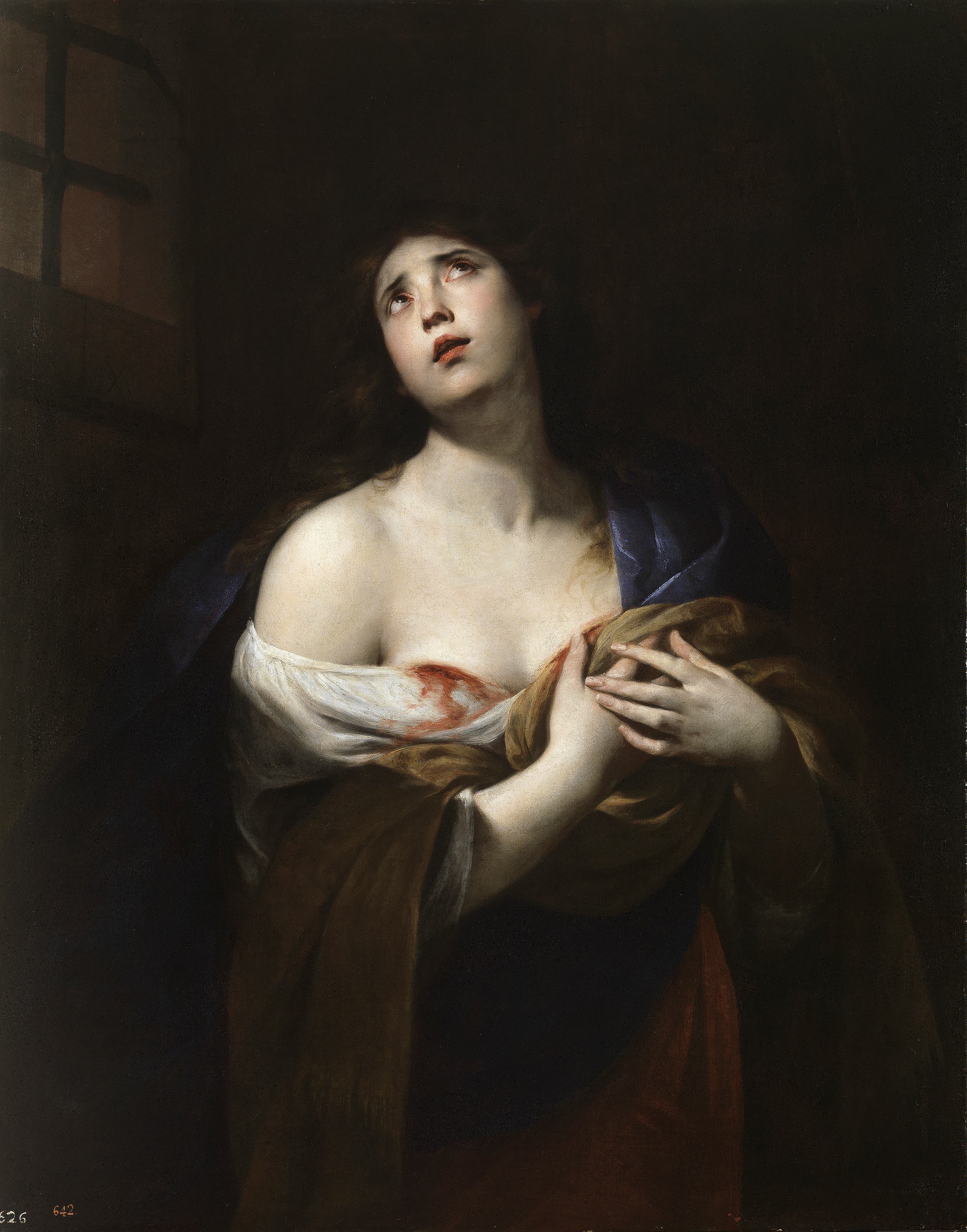
Santa Águeda de Catania.

- Santa Águeda de Catania,[12](imagen ilustrativa) virgen y mártir, patrona de las mujeres con enfermedades de los pechos, las enfermeras, las mujeres lactantes y las parturientas. Se la invoca para pedir su intercesión en casos de partos complicados, problemas de lactancia y dolencias mamarias.
- Santa Adelaida de Vilich.[12]
- San Albuino, obispo austriaco.[12]
- San Avito de Viena, teólogo italiano.[12]
- Santa Calamanda, virgen y mártir hispana, patrona de Calaf.
- San Felipe de Jesús.[12]
- Santa Francisca Mézière.[12]
- San Ingenuino.[12]
- San Bernabé de Jesús Méndez Montoya.[12]
- San Lucas (abad).[12]
- Santos Mártires del Ponto.[12]
- San Sabas el Joven.[12]
- Beata Isabel Canori Mora.[12]

 Por países
(Por orden alfabético)
- Irlanda:
  - Día de Santa Brígida.[11]